# Simca 1300/1500
O Simca 1300 e o Simca 1500 são automóveis do segmento D fabricados pela montadora francesa Simca em sua fábrica de Poissy entre 1963 e 1966 e entre 1966 e 1975 em versões remodeladas, como o Simca 1301 e 1501.
Os dois modelos eram essencialmente versões do mesmo carro, equipados com um motor de 1,3 litro ou 1,5 litro, daí os nomes dos modelos. Além de motores diferentes e diferenças no equipamento padrão, os modelos eram em sua maioria idênticos, exceto alguns detalhes de estilo, como grade ou para-choques. A grade do 1300 compreendia nove barras horizontais e três verticais, enquanto a grade do 1500 apresentava apenas onze barras horizontais. Esta série de modelos substituiu o popular e de vida longa Simca Aronde e estava inicialmente disponível apenas com uma carroceria de sedã de 4 portas, mas em 1964 o 1500 ganhou uma versão perua (a perua 1300 veio em 1965).
As versões de perua tinham algumas características interessantes. Todas tinham a porta traseira dividida - o para-brisa traseiro descia para a parte inferior, que podia então ser dobrada. Por um lado, isso permitia o acesso ao compartimento de carga sem abrir a porta traseira completa. Por outro, isso significava que um embaçador de vidro traseiro nunca poderia ser instalado em peruas. Além disso, o piso de carga da versão 1500 GL, que também servia como cobertura para o pneu sobressalente (armazenado plano), podia ser removido e, graças a quatro pernas dobráveis, convertido em uma mesa de piquenique. Uma versão 1500 Familial tinha duas cadeiras para crianças (de frente uma para a outra) no compartimento de carga e um bagageiro no teto.
Embora sejam bastante populares, especialmente na França e na Alemanha, esses Simcas podem ser lembrados por algumas peculiaridades em relação a ambas as séries. O 1300/1500 vinha com câmbio de coluna para mercados com volante à esquerda, mas as versões com volante à direita foram convertidas para câmbio no assoalho. A conversão, por algum motivo, resultou em um padrão de troca de marchas "espelho", com a primeira e a segunda marchas mais próximas do motorista, e a terceira e a quarta mais à esquerda.
Além disso, o modelo 1500 GLA, que inicialmente era o único da linha com transmissão automática, estava disponível inicialmente apenas em marrom metálico. Uma situação semelhante dizia respeito aos carpetes internos, que viriam em vermelho escuro independentemente da cor externa.

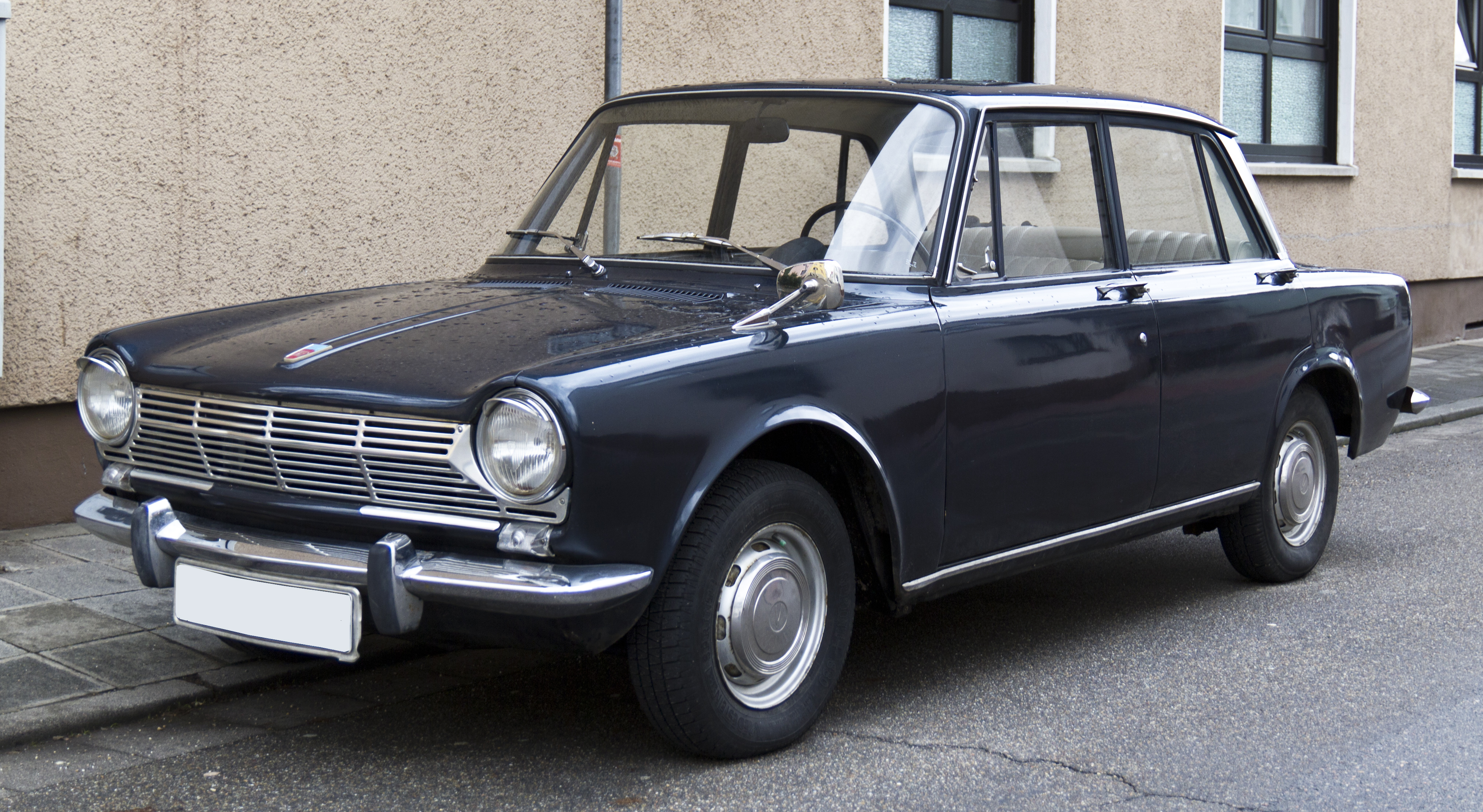
Simca 1300 sedã (Série 1)
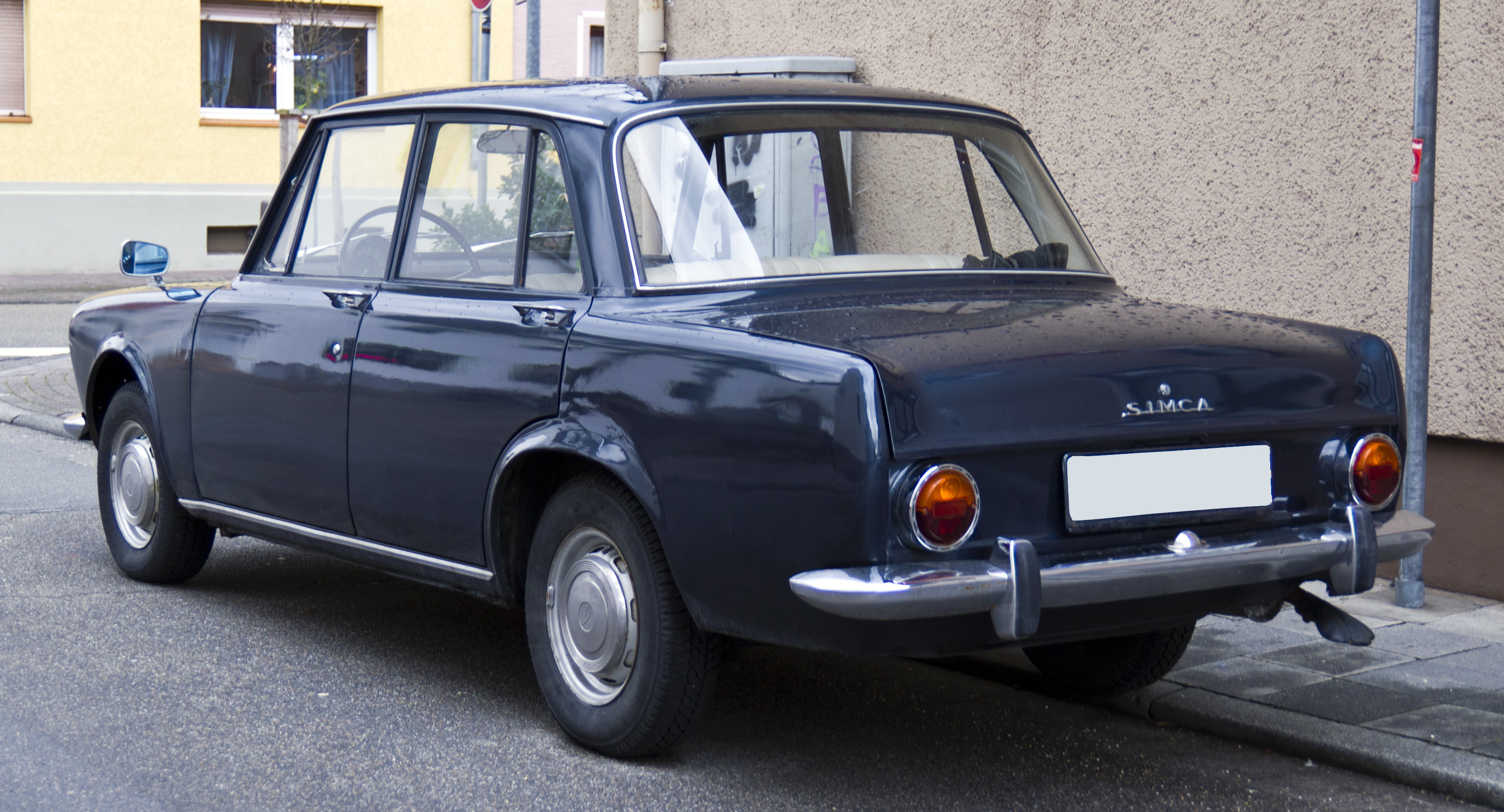
Simca 1300 sedã
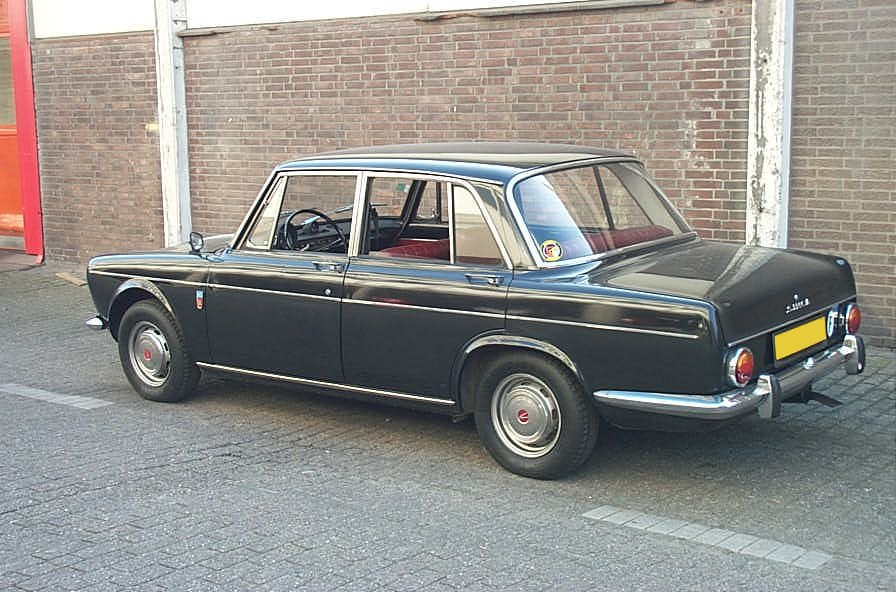
Simca 1500 - vista traseira
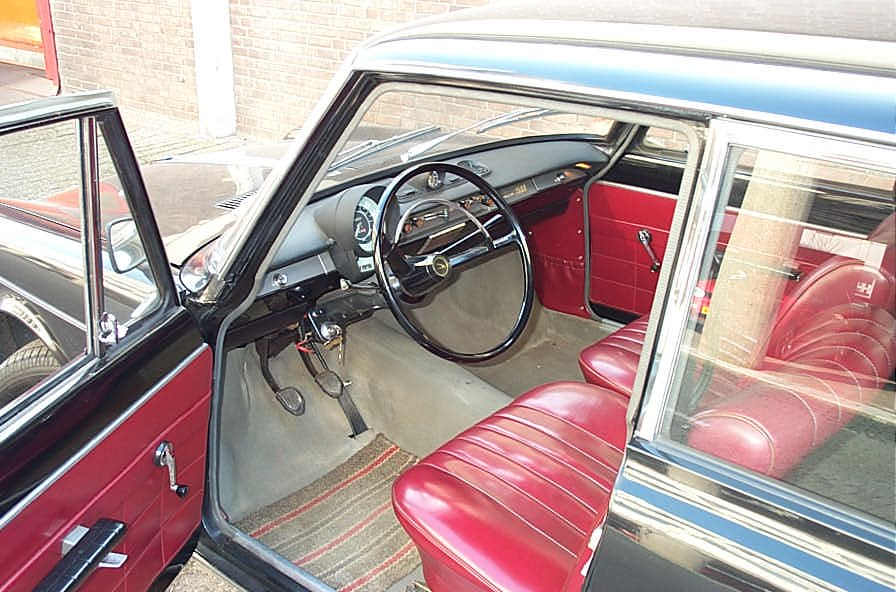
Simca 1500 - interior

## Simca 1300/1500 em filmes
O Simca 1300/1500 é onipresente no filme Playtime. Jacques Tati usou os mesmos carros em cores escuras e cinza como uma sugestão visual para ilustrar a uniformidade da vida moderna em sua Paris fictícia.